# Lambertellinia
Lambertellinia es un género de hongos de la familia Sclerotiniaceae. Es un género monotípico, su especie es Lambertellinia scutuloides.